# Шчепан Мали
Шчепан Мали или Стефан Малки (на сръбски: Шћепан Мали; на руски: Стефан Малый) е самозванец и мошеник от неизвестно потекло и произход, който се представял в Черна гора за руския цар и император Петър III Фьодорович.
Благодарение на личното си обаяние и чар Шчепан Мали успява да обедини разпокъсаните черногорски племена и кланове и да поеме управлението на Черна гора в периода 1767 – 1773 година. Провежда съдебна реформа и отделя църквата от държавата. Воюва успешно срещу Венецианската република и Османската империя. Убит е от слугата си грък, който е подкупен от турците.
Проучване върху живота и дейността на Шчепан Мали в Черна гора прави Стефан Митров Любиша.